# Сабинка
Сабинка (в верховье Мартышкин Лог) — река в южной части Южно-Минусинской котловины, в пределах Кальско-Сабинской степи (Бейский район Хакасии).
Длина реки — 25 км, площадь водосборного бассейна — 148 км². Исток в 2 км к северу от горы Мартышкина (отроги Западного Саяна). В устьевой части Сабинка впадает в заболоченный Кербинский лог, имеющий сток в Уйский канал.
Имеет 7 притоков, из них 3 левых (ручей Грязный протяжённостью 13,6 км, 2 ручья без названия — 4,2 км и 2,4 км) и 4 правых (ручей Гончаров — 3,8 км, ручей Платошкин лог — 5,8 км, ручей без названия — 0,8 км).
В нижнем течении Сабинка соединяется левобережной протокой с озером Чёрное. Имеет смешанный тип питания, основное участие в этом принимают талые воды и осадки. Годовой цикл водного режима характеризуется весенним половодьем с максимумом во 2-й половине апреля — 1-й декаде мая, летне-осенней и зимней меженью, дождевыми паводками. Используется для орошения, рекреации.

## Данные водного реестра
По данным государственного водного реестра России относится к Енисейскому бассейновому округу. Речной бассейн реки — Енисей, речной подбассейн реки — Енисей между слиянием Большого и Малого Енисея и впадением Ангары, водохозяйственный участок реки — Енисей от Саяно-Шушенского гидроузла до впадения реки Абакан.